# Biblioteca territoriale diocesana di Montevergine
La Biblioteca territoriale diocesana di Montevergine è una biblioteca soprattutto a carattere religioso ed è ubicata all'interno del Santuario di Montevergine.

## Storia
La biblioteca nasce nel 1962,  come biblioteca ad uso monastico, si trovava presso alcuni locali di Mercogliano, in viale S. Modestino.
Dopo alcuni anni la biblioteca fu trasferita all'interno del Santuario di Montevergine dove ancora tutt'oggi è presente.